# Kaleidoscope (album de Tiësto)
Pour les articles homonymes, voir Kaléidoscope (homonymie).
Albums de Tiesto
Elements of Life : Remixed
(2008) Magikal Journey
(2010)
Singles
Kaleidoscope est le 5e album studio du disc jockey et compositeur néerlandais Tiësto, sorti le 6 octobre 2009 sur le label Musical Freedom. Ce label est produit par Tiësto lui-même ainsi que par le disc jockey Dada Life. Cet album contient de nombreuses collaborations dont notamment avec Nelly Furtado, Emily Haines of Metric, Tegan and Sara, Jónsi of Sigur Rós, Kele Okereke of Bloc Party, et Calvin Harris.

## Liste des pistes
| No  | Titre                                           | Réalisateur artistique                                          | Durée |
| --- | ----------------------------------------------- | --------------------------------------------------------------- | ----- |
| 1.  | Kaleidoscope (feat. Jónsi)                      | Verwest, Reijers-Fraaij                                         | 7:36  |
| 2.  | Escape Me (avec C.C. Sheffield)                 | Verwest, Reijers-Fraaij                                         | 4:17  |
| 3.  | You Are My Diamond (avec Kianna Alarid)         | Verwest, Reijers-Fraaij                                         | 4:10  |
| 4.  | I Will Be Here (avec Sneaky Sound System)       | Verwest, Reijers-Fraaij, Danja*                                 | 3:26  |
| 5.  | I Am Strong (avec Priscilla Ahn)                | Verwest, Reijers-Fraaij                                         | 5:39  |
| 6.  | Here on Earth (avec Cary Brothers)              | Verwest, Reijers-Fraaij                                         | 4:55  |
| 7.  | Always Near                                     | Verwest, Reijers-Fraaij                                         | 1:33  |
| 8.  | It's Not The Things You Say (avec Kele Okereke) | Verwest, Reijers-Fraaij                                         | 3:14  |
| 9.  | Fresh Fruit                                     | Verwest, Reijers-Fraaij                                         | 5:23  |
| 10. | Century (avec Calvin Harris)                    | Verwest, Reijers-Fraaij, Harris, Stefan Engblom*, Olle Cornéer* | 4:42  |
| 11. | Feel It in My Bones (avec Tegan & Sara)         | Verwest, Reijers-Fraaij, Danja*                                 | 4:52  |
| 12. | Who Wants to Be Alone (avec Nelly Furtado)      | Verwest, Reijers-Fraaij, Frank E*                               | 4:36  |
| 13. | LA Ride                                         | Verwest, Reijers-Fraaij                                         | 4:13  |
| 14. | Bend It Like You Don't Care                     | Verwest, Reijers-Fraaij, Engblom, Cornéer                       | 3:23  |
| 15. | Knock You Out (avec Emily Haines)               | Verwest, Reijers-Fraaij, Engblom, Cornéer                       | 5:06  |
| 16. | Louder Than Boom                                | Verwest, Reijers-Fraaij, Engblom, Cornéer                       | 4:10  |
| 17. | Surrounded By Light                             | Verwest, Reijers-Fraaij                                         | 2:39  |

| 18. | Organised Chaos                    | 5:12 |
| 19. | Bad Behavior (feat. Dizzee Rascal) | 4:29 |

(*) Additional production

## Classement par pays
| Classement (2009)                  | Meilleure position |
| ---------------------------------- | ------------------ |
| Australie Classement album         | 31                 |
| Belgique Classement album Flandre  | 13                 |
| Belgique Classement album Wallonie | 9                  |
| Canada Classement album            | 6                  |
| Danemark Classement album          | 27                 |
| Pays-Bas Classement album          | 2                  |
| Allemagne Classement album         | 61                 |
| Grèce Classement album             | 11                 |
| Irlande Classement album           | 5                  |
| Mexique Classement album           | 5                  |
| Pologne Classement album           | 17                 |
| Espagne Classement album           | 87                 |
| Suisse Classement album            | 73                 |
| Royaume-Uni Classement album       | 20                 |
| États-Unis Billboard 200           | 59                 |